# Franklin Bay
Franklin Bay är en vik i Kanada.   Den ligger i territoriet Northwest Territories, i den nordvästra delen av landet, 3 800 km nordväst om huvudstaden Ottawa.